# Michael Sandel

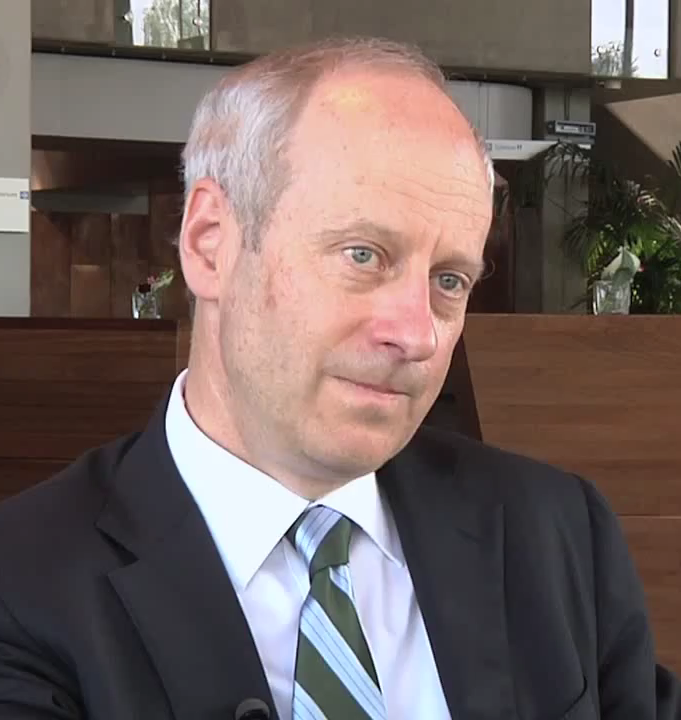
Michael Sandel

Michael J. Sandel (sinh 1953) là giáo sư ngành triết học chính trị tại Đại học Harvard, nổi tiếng với môn Công lý vì thu hút số sinh viên kỷ lục, hơn 10.000 người học trong hai thập niên, 1.115 sinh viên chỉ riêng trong học kỳ hai năm 2007. Là thành viên trong ủy ban đạo đức sinh học của tổng thống Bush, Sandel cũng thường xuất hiện trên truyền thông về các vấn đề đạo đức, mà theo ông cũng chính là chính trị.
Tốt nghiệp Đại học Brandeis năm 1975, Sandel làm nghiên cứu sinh tiến sĩ tại Đại học Oxford dưới sự hướng dẫn của GS Charles Taylor và thành danh với hệ tư tưởng được xây dựng trên cơ sở các phê bình chống lại thuyết Công lý của John Rawl. Hệ tư tưởng của Sandel thuộc nhóm thiên về chủ nghĩa cộng đồng, cho rằng cá nhân chỉ có thể nhận thức được về bản thân trong mối quan hệ cộng đồng và vai trò công dân, vì chịu ảnh hưởng của truyền thống.
Khái niệm trung tâm trong hệ tư tưởng của Sandel là unencumbered self, xét cá nhân trong mối quan hệ cộng đồng, sinh ra và sống trong một quần thể, từ nhỏ như gia đình cho đến cộng đồng xung quanh và lớn hơn là quốc gia. Tư cách tồn tại trong một quần thể xã hội tạo ra trách nhiệm bảo đảm và mở rộng nó, bao gồm cả trách nhiệm công dân, cho nên trách nhiệm của mỗi cá nhân không phải do chính cá nhân đó đặt ra. Trong xã hội hiện đại, cá nhân cùng lúc sống trong nhiều quần thể khác nhau, mà trách nhiệm từ mỗi quần thể có thể mâu thuẫn nhau và đặt cá nhân trước sự lựa chọn và đánh đổi. Với GS Sandel, nếu cá nhân bị sống trong một xã hội bị cách ly hoặc tước bỏ các quy luật chung sống, quyền chính trị thì cũng đồng nghĩa với việc bị tước đoạt lợi ích cũng như khả năng tạo lập bản sắc, mất hoặc thiếu khả năng tự kiểm soát bản thân. Các vấn đề chính trị thực ra là vấn đề đạo đức.